# Lecha Dodi
Lecha Dodi,  hebräisch לכה דודי ‚Komm, mein Freund‘ sind die Anfangsworte einer Hymne zur Begrüßung des Schabbat. Der Text stammt von Schlomo Alkabez, einem Kabbalisten aus dem Thessaloniki des 16. Jahrhunderts. Das Lied hat in aschkenasischen und sephardischen Gemeinden weltweit Eingang in die Liturgie des synagogalen Freitagabend-Gottesdienstes gefunden.
Die erste Zeile, die auch als Refrain verwendet wird, lautet: Komm mein Freund, der Braut entgegen, lasst uns den Sabbat begrüßen. Das Lied besteht aus neun Strophen; die Anfangsbuchstaben der ersten acht Strophen formen als Akrostichon „Schlomo ha-Levi“ – den Namen des Autors.

## Frömmigkeitsgeschichte
Der Text enthält zahlreiche messianische Motive, beruhend auf der talmudischen Idee, die Einhaltung des Sabbat werde zur Erlösung führen. Bei der letzten Strophe ist es Brauch, sich zur Tür der Synagoge zu wenden und sich zur Begrüßung des Sabbat zu verbeugen. Angeregt von talmudischen Erzählungen (Traktat Schabbat 119a) gingen die Kabbalisten aus Safed jeweils am Freitagnachmittag auf die Felder vor der Stadt, um die „Prinzessin Sabbat“ meditierend und singend zu begrüßen. Das Lied Lecha Dodi widerspiegelt diese Praxis sowie die kabbalistische Identifizierung des Sabbat mit der Schechina, der Gegenwart Gottes.

## Vertonungen und Übersetzungen
Zu Lecha Dodi existieren zahllose Vertonungen, die von Ort zu Ort variieren. Abraham Zvi Idelsohn hat ihre Anzahl auf über 2000 geschätzt. In einigen Reformgemeinden wird Lecha Dodi auf vier Strophen abgekürzt.
Der Text ist in die meisten europäischen Sprachen übersetzt worden, bekannte deutsche Übersetzungen stammen von Johann Gottfried Herder und Heinrich Heine. In seinem Gedicht Prinzessin Sabbat aus dem Romanzero hält Heine irrtümlicherweise Jehuda ha-Levi für den Autor der Hymne.